# VTB United League Defensive Player of the Year
Il VTB United League Defensive Player of the Year è il riconoscimento conferito annualmente dalla VTB United League al miglior difensore della stagione. È stato istituito nel 2013.

## Vincitori

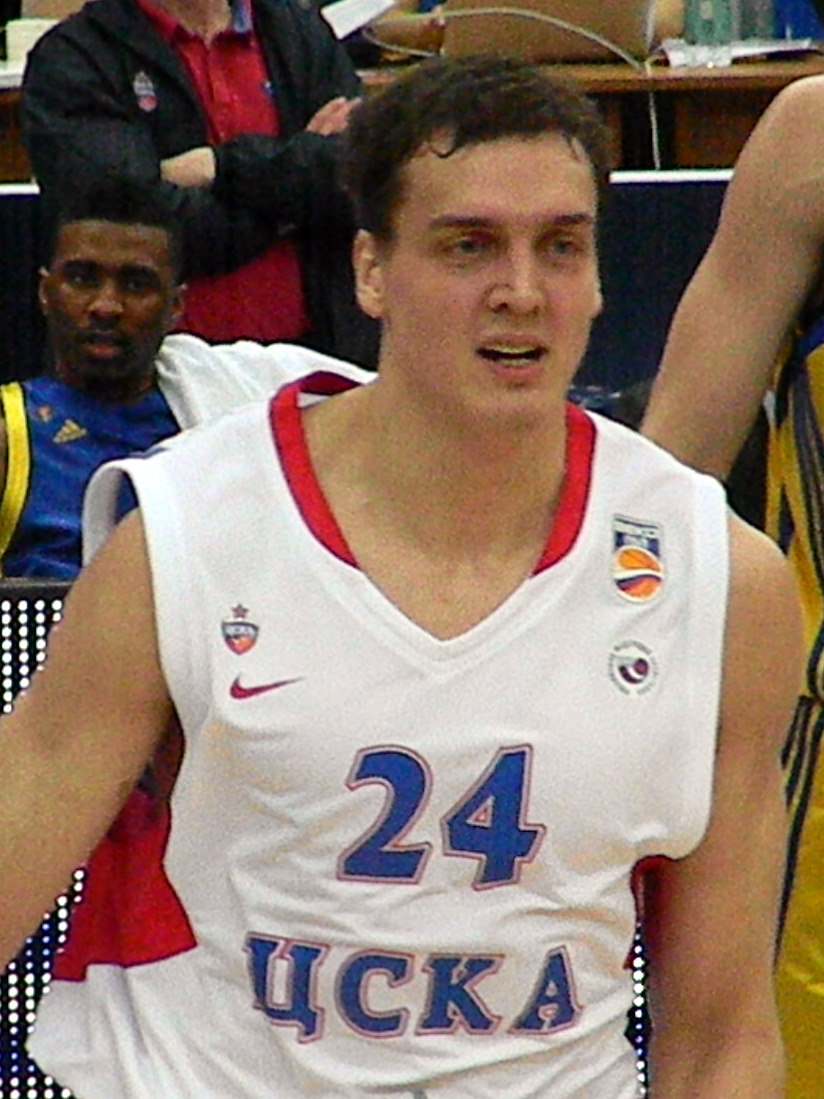
Saša Kaun primo vincitore del premio

| Stagione  | Nazionalità   | Giocatore         | Squadra              |
| --------- | ------------- | ----------------- | -------------------- |
| 2013-2014 | Russia        | Saša Kaun         | CSKA Mosca           |
| 2014-2015 | Russia        | Andrej Voroncevič | CSKA Mosca           |
| 2015-2016 | Stati Uniti   | Kyle Hines        | CSKA Mosca           |
| 2016-2017 | Russia        | Nikita Kurbanov   | CSKA Mosca           |
| 2017-2018 | Russia        | Dmitrij Kulagin   | Lokomotiv Kuban'     |
| 2018-2019 | Senegal       | Maurice Ndour     | UNICS Kazan'         |
| 2019-2020 | Non assegnato | Non assegnato     | Non assegnato        |
| 2020-2021 | Stati Uniti   | John Brown        | UNICS Kazan'         |
| 2021-2022 | Stati Uniti   | Jordan Mickey     | Zenit S. Pietroburgo |
| 2022-2023 | Russia        | Evgenij Baburin   | Nižnij Novgorod      |
| 2023-2024 | Stati Uniti   | Vince Hunter      | Zenit S. Pietroburgo |